# Comando Militar de Planalto
El Comando Militar de Planalto (CPL) es un comando regional del Ejército Brasilero con jurisdicción en los estados de Goiás, Tocantins y la parte oeste de Minas Gerais.

## Historia
El 25 de abril de 1960 se crearon el Comando Militar de Brasilia y la 11.ª Región Militar por decreto n.º 48 138. Su jurisdicción comprendía el flamante Distrito Federal, el estado de Goiás y Triángulo Minero.
El 21 de junio de 1967 se disolvió el Comando Militar de Brasilia pasando la 11.ª a depender del I Ejército.
El 26 de febrero de 1969 se recreó el Comando Militar de Brasilia.
En el año 1994 la 11.ª adquirió autonomía separándose del Planalto.

## Organización
La estructura orgánica del Comando Militar del Oeste es la que sigue a continuación:
- Comando Militar del Oeste.
  - 11.ª Región Militar.
  - 3.ª Brigada de Infantería Motorizada.
  - Comando de Operaciones Especiales.